# Ada Vigliani
Ada Vigliani (Torino, 8 agosto 1954) è una traduttrice e germanista italiana.

## Biografia
Di origini trentine per parte di madre, si è laureata in filosofia all'Università degli studi di Torino con una tesi interdisciplinare su La concezione etica di Robert Musil, relatori Claudio Magris e Vittorio Mathieu. Ha collaborato alla rivista «Filosofia», per la quale si è occupata prevalentemente di filosofia della scienza, pubblicando tra gli altri il saggio dal titolo Karl Popper e John Eccles, il rapporto corpo-mente tra filosofia e scienza (1984) e ha lavorato a lungo come collaboratrice per Tuttolibri, inserto settimanale del quotidiano La Stampa.
Borsista all'Università di Salisburgo sotto la direzione del germanista Walter Weiss, ha insegnato lingua e letteratura tedesca al Conservatorio di Musica “Giuseppe Verdi” di Torino. Ha collaborato con il Dipartimento di Filosofia dell'Università di Torino con traduzioni di saggistica filosofica. Dal 1983 si dedica alla traduzione e alla cura di opere in lingua tedesca (letteratura e saggistica) per diverse case editrici, tra cui Adelphi, Arnoldo Mondadori Editore, Einaudi, Il Mulino, Sellerio. Nel 2010 con Gli anelli di Saturno di W.G. Sebald ha vinto il Premio Nini Agosti Castellani per la miglior traduzione dell'anno. Nel 2012, sempre per Adelphi, ha contribuito alla nuova edizione di Siddharta di Hermann Hesse, traducendo pagine di diario, lettere e riflessioni dell'autore, che arricchiscono il testo.
Nel 2016 vince il Premio italo-tedesco per la traduzione letteraria promosso dal Ministero degli affari esteri (Germania), dall'Incaricata alla cultura e i Media del governo federale tedesco, dal Ministero dei beni e delle attività culturali e del turismo e dal Goethe-Institut, per la sua traduzione di Forse Esther di Katja Petrowskaja. L'anno successivo, con D.M. 18 gennaio 2017, n. 33 il Ministero dei beni e delle attività culturali e del turismo le ha inoltre conferito il Premio Nazionale per la Traduzione per l'edizione 2016. Infine, nel 2017 ha vinto il Premio Strega Europeo per la sua traduzione di Voci del verbo andare di Jenny Erpenbeck. Nel 2022 le è stato conferito il Premio "Giovanni, Emma, Luisa Enriques". 
Ha contribuito al volume Anima ed esattezza. Letteratura e scienza nella cultura austriaca tra '800 e '900 edito da Marietti con il saggio Musil e gli ordini della realtà (1983) e ha pubblicato su «Cultura tedesca» un saggio dal titolo Fra malinconia e ricordo: vagabondaggi e divagazioni letterarie nell'opera di W.G. Sebald (2005) e su "Nuova Corrente" un saggio dal titolo Storia naturale della sofferenza. Tracce di pessimismo cosmico nell'opera di Sebald. Diverse sono inoltre le attività organizzate in collaborazione con il Goethe Institut di Torino, il Literarisches Colloquium di Berlino, l′Übersetzerhaus Looren di Hinwil, l'Europäischer Übersetzer-Kollegium di Straelen e il Centro di scambio culturale italo-tedesco Villa Vigoni, di cui Vigliani è socia. Dal 2019 è socia onoraria dell'Associazione Italiana di Germanistica.